# Marble Rock
Marble Rock – miasto w Stanach Zjednoczonych, w stanie Iowa, w hrabstwie Floyd. W 2000 roku liczyło 326 mieszkańców.